# DSO mezi Vltavou a Otavou
DSO mezi Vltavou a Otavou je zájmové sdružení právnických osob v okresu Písek, jeho sídlem je Záhoří a jeho cílem je sociální a ekonomický rozvoj regionu. Sdružuje celkem 13 obcí a byl založen v roce 2001.

## Obce sdružené v mikroregionu
- Oslov
- Vlastec
- Záhoří
- Vrcovice
- Vojníkov
- Kluky
- Temešvár
- Semice – místní část města Písek
- Smrkovice – místní část města Písek
- Nový Dvůr – místní část města Písek
- Křenovice
- Olešná
- Slabčice